# Gary Sinise
Gary Alan Sinise (født 17. marts 1955 i Blue Island, Illinois, USA) er en amerikansk skuespiller og filminstruktør.
Han instruerede filmatiseringen af Mus og mænd fra 1992 og spillede samtidig rollen som George Milton i filmen. Han blev nomineret til en Oscar for bedste mandlige birolle i 1994 for sin rolle som løjtnant Dan Taylor i filmen Forrest Gump.

## Filmografi
- Miles from Home (1988)
- A midnight clear (1991)
- Of Mice and Men (1992)
- Jack the Bear (1993)
- The Stan (1994)
- Forrest Gump (1994)
- The Quick and the Dead (1995)
- Apollo 13 (1995)
- Truman (1995)
- Albino Alligator (1996)
- Løsepenge (1996)
- Wallace (1997)
- Snake Eyes (1998)
- All the rage (1999)
- Den Grønne Mil (1999)
- That championship season (1999)
- Mission to Mars (2000)
- Reindeer Games (2000)
- Impostor (2002)
- The Human Stain (2003)
- The Big Bounce (2004)
- The Forgotten (2004)
- CSI: New York (2004-)